# 古卓·比約恩松
古卓·比約恩松（挪威語：Gudrød Bjørnsson），是金髮王朝的成員，比約恩·法爾曼的兒子。
在父親比約恩·法爾曼被血斧埃里克殺害後，古卓·比約恩松投靠叔父奧拉夫·哈拉爾松。哈康一世繼位後封古卓·比約恩松為西福爾國王，然而哈康的繼承者、血斧埃里克之子灰袍哈拉爾在滕斯貝格將古卓·比約恩松殺害。